# Qira

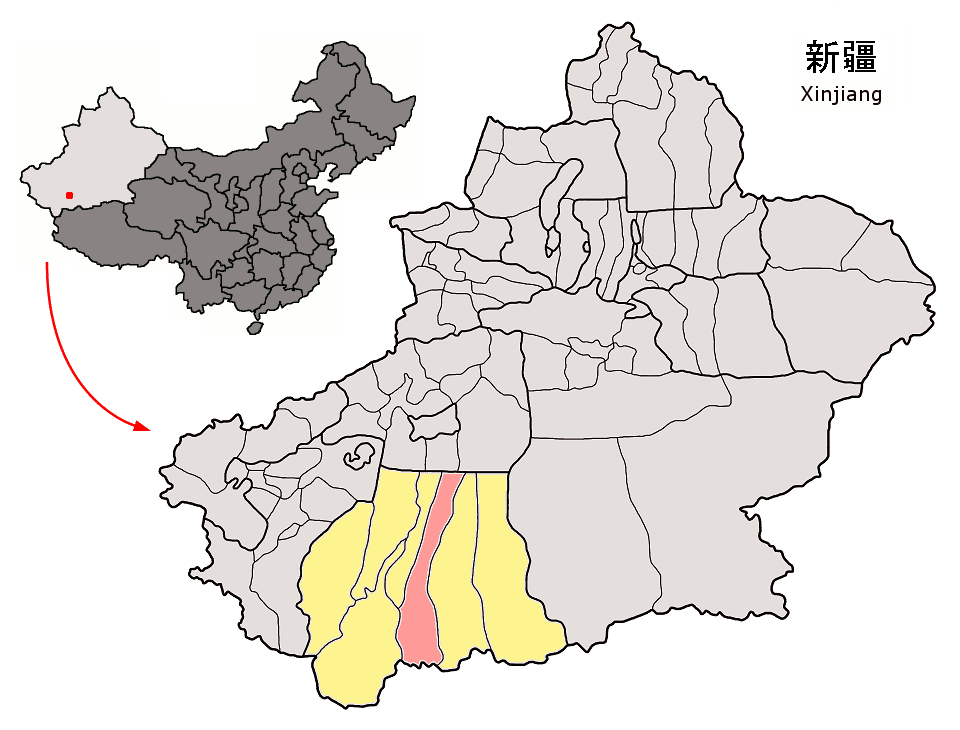
Lage des Kreises Qira bzw. Chira (rosa) im Regierungsbezirk Hotan (gelb)

Der Kreis Qira bzw. Chira oder Cele (chinesisch 策勒县, Pinyin Cèlè Xiàn, uigurisch چىرا ناھىيىسى Qira Naⱨiyisi) ist ein Kreis des Regierungsbezirks Hotan im Süden des Uigurischen Autonomen Gebiets Xinjiang im Nordwesten der Volksrepublik China. Er hat eine Fläche von 31.688 km² und zählt 147.050 Einwohner (Stand: Zensus 2020).
Die Stätte von Dandan Uilik (Dandanwulike yizhi 丹丹乌里克遗址) steht seit 2006 auf der Liste der Denkmäler der Volksrepublik China (6-218).